# Korejština
Korejština (한국말 / 조선말; Hangukmal / Čosŏnmal) je jazyk, kterým mluví kolem 78 milionů lidí v Jižní a Severní Koreji, ale i komunity korejských emigrantů po celém světě (hlavně v Číně, Rusku, Spojených státech, Austrálii, Kanadě, Japonsku, Brazílii a na Filipínách). Korejština je aglutinační jazyk s mnoha stupni vyjádření zdvořilosti. Studijní obor, který se zaobírá studiem korejštiny se nazývá koreanistika.

## Názvy korejštiny
V Jižní Koreji a v Severní Koreji se pro korejštinu používají různé názvy založené na různém pojmenování samotné Koreje v obou státech.
V Severní Koreji se jazyk nejčastěji nazývá Čosŏnmal (조선말) nebo formálněji Čosŏnŏ (조선어).
V Jižní Koreji se jazyk nejčastěji nazývá Hangukmal (한국말), formálněji Hangugŏ (한국어) nebo Gugŏ (국어, „národní či domácí jazyk“). Lidově se také používá označení Urimal („náš jazyk“; 우리말 – jedno slovo v Jižní Koreji, 우리 말 – dvě slova s mezerou v Severní Koreji).

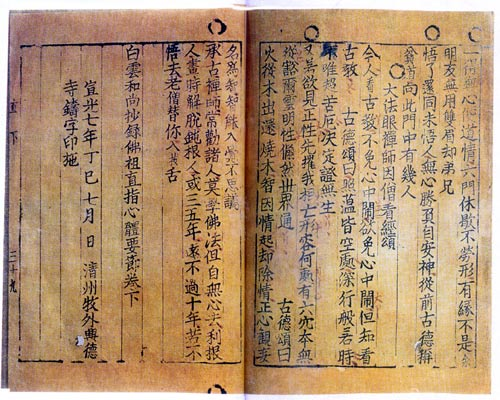
Jíkjí – nejstarší korejská písemná památka, odhadované datum sepsání je 1377.

## Písmo
K zápisu korejštiny se od 7. století původně používaly čínské znaky, korejsky nazývané hanča. Ty ale nejsou pro korejštinu, která je na rozdíl od analytické čínštiny aglutinačním jazykem, příliš vhodné. V letech 1443-44 nechal král Sedžong Veliký sestavit korejskou fonetickou abecedu hangul,
Hangul má 24 hláskových znaků. Souhlásky: (ㄱ ㄴ ㄷ ㄹ ㅁ ㅂ ㅅ ㅇ ㅈ ㅊ ㅋ ㅌ ㅍ ㅎ) a samohlásky (ㅏ ㅑ ㅓㅕ ㅗ ㅛ ㅜ ㅠ ㅡ ㅣ). Znaky se spolu kombinují do slabik, takže např. slovo kkulbeol „včela“, složené ze znaků ㄲㅜㄹㅂㅓㄹ se po seřazení znaků do slabik zapíše takto: 꿀벌.
Korejští jangbanové (konfuciánští vzdělanci a hodnostáři dynastie Čoson) dlouho hangul odmítali a trvali na zápisu formou hanča. Od 19. století jsou slova přejatá z čínštiny (sinokorejská) zapisována hančou a korejská slova i morfémy hangulem. V Jižní Koreji se děti donedávna učily asi 1 800 znaků hanča; zatímco v Severní Koreji bylo používání hanči zrušeno už před desítkami let a používá se výhradně hangul.

## Fonologie korejštiny
Korejština má složitější hláskový systém než japonština i čínština.

### Souhlásky
|                       |                         | Biabiály | Alveoláry | Alveopalatály | Retroflexy | Palatály | Veláry   | Glotály  |
| --------------------- | ----------------------- | -------- | --------- | ------------- | ---------- | -------- | -------- | -------- |
| Nazály                | Nazály                  | m ㅁ     |           |               |            |          | ŋ ㅇ     |          |
| Plozivy               | bez aspirace            | p / b ㅂ | t / d ㄷ  |               |            |          | k / g ㄱ |          |
| Plozivy               | aspirované              | ph ㅍ    | th ㅌ     |               |            |          | kh ㅋ    |          |
| Plozivy               | s důrazem               | p͈ ㅃ     | t͈ ㄸ      |               |            |          | k͈ ㄲ     |          |
| Afrikáty              | bez aspirace            |          |           | ʨ / dʑ ㅈ     |            |          |          |          |
| Afrikáty              | aspirované              |          |           | ʨh ㅊ         |            |          |          |          |
| Afrikáty              | s důrazem               |          |           | t͈ɕ ㅉ         |            |          |          |          |
| Frikativy             | bez aspirace/aspirované |          | s / sh ㅅ |               |            | ç / ʝ    | x / ɣ    | h / ɦ ㅎ |
| Frikativy             | s důrazem               |          | s͈ ㅆ      |               |            |          |          |          |
| Likvidy               | Likvidy                 |          | l ~ɾ ㄹ   |               |            |          |          |          |
| Aproximanty           | Aproximanty             | w        |           |               |            | j        | ɰ        |          |
| Laterální Aproximanty | Laterální Aproximanty   |          |           |               | ɭ ㄹ       | ʎ        |          |          |

### Samohlásky
|          | Přední         | Střední        | Zadní          | Zadní        | Zadní        |
|          | nezaokrouhlené | nezaokrouhlené | nezaokrouhlené | zaokrouhlené | zaokrouhlené |
| -------- | -------------- | -------------- | -------------- | ------------ | ------------ |
| Zavřené  | i ㅣ           |                | ɯ ㅡ           | u ㅜ         | o ㅗ         |
| Středové | e̞ ㅔ ㅐ        |                | ʌ̹ ㅓ           | ʌ̹ ㅓ         | ʌ̹ ㅓ         |
| Otevřené |                | ɐ ㅏ           |                |              |              |

krátké samohlásky (I Hjon-bok 1999)

dlouhé samohlásky (I Hjon-bok 1999)

Korejské /a/ se vyslovuje více vzadu jako [ɐ].
Korejština dříve rozlišovala výslovnost [e] a [ɛ]. Dnes výslovnost splynula do snížené [e̞]. Někteří starší mluvčí můžou stále rozdíly vyslovovat.
Někteří mluvčí realizují ㅚ jako [ø], ovšem většina mluvčí jej realizuje jako [we̞].

#### Dvojhlásky
| IPA           | Hangul | Příklad | Příklad   | Příklad  |
| ------------- | ------ | ------- | --------- | -------- |
| /je/          | ㅖ     | 예산    | [je̞ː.sɐn] | rozpočet |
| /jɛ/          | ㅒ     | 얘기    | [jɛ̝ː.ɡi]  | příběh   |
| /jɐ/          | ㅑ     | 야구    | [jɐː.ɡu]  | baseball |
| /jo/          | ㅛ     | 교사    | [kʲoː.sa] | učitel   |
| /ju/          | ㅠ     | 유리    | [ju.ɾi]   | sklenice |
| /jʌ/          | ㅕ     | 여기    | [jʌ.ɡi]   | tady     |
| /wi ~ y/ [ɥi] | ㅟ     | 뒤      | [tʷi]     | vzadu    |
| /we/          | ㅞ     | 궤      | [kʷe̞]     | box      |
| /wɛ/          | ㅙ     | 왜      | [wɛ̝]      | proč     |
| /wɐ/          | ㅘ     | 과일    | [kʷɐː.iɭ] | ovoce    |
| /wʌ/          | ㅝ     | 뭐      | [mʷəː]    | co       |
| /ɰi/ [ɰi ~ i] | ㅢ     | 의사    | [ɰiːsʰa̠]  | doktor   |

## Korejská gramatika

### Substantiva
V korejštině nemají rod. Singulár a plurál se rozlišují jen tehdy, pokud je nezbytně nutné.

#### Plurál
Tvoří se sufixem -들 [tɯɭ/dɯɭ]. Běžně se plurální forma vynechává a sufix -들 se užívá jen tehdy, pokud je nezbytně nutné plurál vyjádřit.
Plurálový sufix -들 se klade před sufix pádový.
| singulár | singulár | plurál | plurál      | česky       |
| hangul   | IPA      | hangul | IPA         | česky       |
| -------- | -------- | ------ | ----------- | ----------- |
| 책       | [t͡ɕʰɛ̝k̚]  | 책들   | [t͡ɕʰɛ̝k̚dɯɭ]  | kniha/knihy |
| 사람     | [sʰa̠ɽa̠m] | 사람들 | [sʰa̠ɽa̠mdɯɭ] | člověk/lidé |

#### Numerativy
Pokud počítáme věci, lidi, zvířata apod., je nutné vždy použít numerativ.
Chceme-li říct pět psů, řekneme 개 다섯 마리. Doslovný překlad je pes pět numerativ pro zvíře.
| numerativ | numerativ | užití                              |
| Hangul    | IPA       | užití                              |
| --------- | --------- | ---------------------------------- |
| 개        | [kɛ̝ː]     | věci (obecně)                      |
| 명        | [mjʌ̹ŋ]    | osoby                              |
| 권        | [kwʌ̹n]    | knihy, časopisy                    |
| 마리      | [ma̠ɽi]    | zvířata                            |
| 장        | [t͡ɕa̠ŋ]    | ploché předměty (mapa, list)       |
| 자루      | [t͡ɕa̠ɽu]   | předměty s rukojetí (sekera, pero) |
| 켤레      | [kçjʌ̹ɭɭe̞] | páry (ponožky, boty)               |

#### Pády
Korejština pády vyjadřuje pomocí sufixů. V některých případech se sufixy v běžné řeči vypouští. 
| pád           | sufix       | příklad                  | příklad                   |
| pád           | sufix       | slovo končící souhláskou | slovo končící samohláskou |
| ------------- | ----------- | ------------------------ | ------------------------- |
| nulový        | -           | 사전 (slovník)           | 차 (auto, čaj)            |
| Nominativ     | -이 / -가   | 사전이                   | 차가                      |
| Akuzativ      | -을 / -를   | 사전을                   | 차를                      |
| Dativ         | -에 / -에게 | 사전에                   | 차에게                    |
| Lokál         | -에 / -에서 | 사전에/사전에서          | 차에/차에서               |
| Instrumentál  | -으로 / -로 | 사전으로                 | 차로                      |
| Genitiv       | -의         | 사전의                   | 차의                      |
| Vokativ       | -아 / -야   | 사전아                   | 차야                      |
| spojovací pád | -과 / -와   | 사전과                   | 차와                      |

##### Nulový pád
Substantiva v základním tvaru. V nulovém pádu jsou zapsána ve slovnících. Nahrazují v mluvené řeči některé pády.

##### Nominativ
Vyjadřuje podmět věty.
Př. 해가 비친다. - Slunce svítí. 

##### Akuzativ
Vyjadřuje předmět věty.
Př. 차를 샀다. - Koupil jsem si auto. 

##### Dativ
Vyjadřuje směrování děje nebo činnosti k nějakému místu. 
Př. 꽃에 물을 준다. Zalévám květiny. (doslovně Dávám květinám vodu)

##### Lokál
Vyjadřuje místo nebo východisko děje.
Př. 대학교에서 공부한다. Studuji na univerzitě. 
Př. 도서관에서 친구를 만났다. V knihovně jsem potkal kamaráda. 

##### Instrumentál
Vyjadřuje prostředek, směr pohybu, funkci, hodnost, příčinu apod.
Př. 가위로 종이를 자른다. Stříhá papír nůžkami.
Př. 의자가 나무로 만들어졌다. Židle je vyrobená ze dřeva. 

##### Genitiv
Vyjadřuje přivlastňování nebo vztah k něčemu. 
Př. 우리의 집이다. To je náš dům.
Př. 민수의 책이이다. To je Minsuova kniha. 

##### Vokativ
Vyjadřuje náš 5. pád (oslovujeme, voláme). Koncovka tohoto pádu se běžně vypouští. 
Př. 서진아! Sodžin!
Př. 엄마야! Mámo!

##### Spojovací pád
Spojuje dvě slova. Nahrazuje naší spojku a.
Př. 할머니와 할아버지 babička a dědeček
Př. 서울과 부산 Soul a Pusan

### Slovesa
Korejština rozlišuje dva druhy sloves - dějová (prvá slovesa) a adjektivní (přídavná jména). Typickým jevem v korejštině je složité vyjádření zdvořilosti pomocí sufixů, které se vkládají za slovesný kořen. Korejská slovesa vždy stojí na konci (pokud se nechovají jako přídavná jména) a připojují se k nim různé sufixy, které ovlivňují význam celé věty.

#### Vyjádření zdvořilosti
Dělá se dvěma způsoby podle toho, komu vyjadřujeme zdvořilost. 
Vyjadřujeme-li zdvořilost člověku o kterém hovoříme, přidáme za slovesný kořen sufix -시.
Vyjadřujeme-li zdvořilost člověku se kterým hovoříme, přidáme za slovesný kořen sufixy uvedené níže v tabulce. 
| infinitiv | kořen | neformální projev        | neformální projev        |                      | formální projev   | formální projev   |
| infinitiv | kořen | nižší stupeň zdvořilosti | vyšší stupeň zdvořilosti | nejvyšší stupeň zdv. | nižší stupeň zdv. | vyšší stupeň zdv. |
| --------- | ----- | ------------------------ | ------------------------ | -------------------- | ----------------- | ----------------- |
| 있다      | 있    | 있어                     | 있어요                   | 있으세요.            | 있는다.           | 있습니다.         |
| 하다      | 하    | 해                       | 해요                     | 하세요.              | 한다.             | 합니다.           |
| 가다      | 가    | 가                       | 가요                     | 가세요.              | 간다.             | 갑니다.           |

#### Čas
Korejština v základě rozlišuje tři časy - minulý, přítomný, budoucí. 

##### Minulý čas
K vyjádření se používají sufixy -았/었/였, které se vzkládají za slovesný kořen (případně za zdvořilostní koncovku -시). 
Př. 작년에 서울에서 일했다. Minulý rok pracoval v Soulu.
Př. 대학원에 다녔다. Chodil jsem na univerzitu. 

#### Přítomný čas
Přítomný čas se ve většině případů nevyjadřuje speciálními sufixy. Většinou se sloveso v základním tvaru. Pro vyjádření přítomného času se může použít sufix -는/ㄴ. Přítomný čas průběhový se vyjadřuje buď pomocí konstrukce -고 있다 nebo -는 중이다.
Př. 책이 책상 위에 있다. Kniha je na stole.
Př. 감자를 먹는다. Jím brambory. 
Př. 감자를 먹고 있다. (Právě teď) jím brambory.
Př. 버스가 태워주는 중이다. Autobus právě jede.

##### Budoucí čas
Vyjadřuje se několika způsoby v závislosti na pravděpodobnosti uskutečnění dané akce. 
Nejběžnější je konstrukce -ㄹ/를 것이다.
Př. 사과를 먹을 것이다. Budu jíst jablko. 

## Slovní zásoba
Jádro slovní zásoby korejštiny je tvořeno původními korejskými slovy, ale kolem 50 % slovní zásoby (hlavně odborná terminologie) je tvořena sinokorejskými výrazy. V menší míře do korejštiny pronikly výrazy z mongolštiny, sanskrtu a západních jazyků jako je němčina a poslední dobou hlavně angličtina.
Mezi korejštinou používanou v Jižní Koreji a v Severní Koreji existují určité rozdíly ve výslovnosti, hláskování, gramatice a slovní zásobě.

## Příklady

### Číslovky
| Korejsky | Korejsky | Česky |
| Hangul   | IPA      | Česky |
| -------- | -------- | ----- |
| 하나     | /ha̠na̠/   | jeden |
| 둘       | /tuɭ/    | dva   |
| 셋       | /sʰe̞t̚/   | tři   |
| 넷       | /ne̞t̚/    | čtyři |
| 다섯     | /ta̠sʰʌ̹t̚/ | pět   |
| 여섯     | /jʌ̹sʰʌ̹t̚/ | šest  |
| 일곱     | /iɭɡo̞p̚/  | sedm  |
| 여덟     | /jʌ̹dʌ̹ɭ/  | osm   |
| 아홉     | /aɦo̞p̚/   | devět |
| 열       | /jʌ̹ɭ/    | deset |

### Užitečné pozdravy a fráze
| Korejsky         | Korejsky             | Česky                                |
| Hangul           | IPA                  | Česky                                |
| neformálně       | neformálně           | neformálně                           |
| ---------------- | -------------------- | ------------------------------------ |
| 안녕             | /a̠nɲjʌ̹ŋ/             | Ahoj!                                |
| 밥 먹었어?       | /pˀa̠p̚ mʌ̹gʌ̹s͈ʌ̹/        | Jedl jsi?                            |
| 잘 자!           | /t͡ɕa̠ʎd͡ʑa̠/            | Dobrou noc!                          |
| 잘 가!           | /t͡ɕa̠ɭga̠/             | Na shledanou! (někomu odcházejícímu) |
| 잘 있어!         | /t͡ɕa̠ɽis͈ʌ̹/            | Na shledanou! (někomu zůstávajícímu) |
| 미안             | /mia̠n/               | Promiň                               |
| 고마워           | /ko̞ma̠wʌ̹/             | Díky                                 |
| 어               | /ʌ̹/                  | Ano                                  |
| 아니             | /a̠ni/                | Ne                                   |
| formálně         |                      |                                      |
| 안녕하세요.      | /a̠nɲʌ̹ŋɦa̠sʰe̞jo/       | Dobrý den                            |
| 식사하셨어요?    | /ɕʰiks͈a̠ɦa̠ɕʰjʌ̹s͈ʌ̹jo/   | Jedl jste?                           |
| 안녕히 주무세요. | /a̠nɲʌ̹ŋʝi t͡ɕumusʰe̞jo/ | Dobrou noc.                          |
| 안녕히 가세요.   | /a̠nɲʌ̹ŋʝi ka̠sʰe̞jo/    | Na shledanou! (někomu odcházejícímu) |
| 안녕히 계세요.   | /a̠nɲʌ̹ŋʝi kje̞sʰe̞jo/   | Na shledanou! (někomu zůstávajícímu) |
| 죄송합니다.      | /ˈt͡ɕwe̞sʰo̞ŋɦa̠mnida̠/   | Promiňte                             |
| 감사합니다.      | /ka̠msʰa̠ɦa̠mnida̠/      | Děkuji                               |
| 네               | /ne̞/                 | Ano                                  |
| 아닙니다.        | /a̠nimnida̠/           | Ne                                   |

### Názvy barev
| Korejsky | Česky    |
| -------- | -------- |
| 검은색   | černá    |
| 하얀색   | bílá     |
| 빨간색   | červená  |
| 노란색   | žlutá    |
| 파란색   | modrá    |
| 녹색     | zelená   |
| 갈색     | hnědá    |
| 분홍색   | růžová   |
| 주황색   | oranžová |
| 회색     | šedá     |
| 보라색   | fialová  |

## Vzorový text

### Otčenáš (modlitba Páně):
하늘에 계신 우리 아버지여 이름이 거룩히 여김을 받으시오며  나라이 임하옵시며  뜻이 하늘에서 이룬 것 같이 땅에서도 이루어지이다  오늘날 우리에게 일용할 양식을 주옵시고  우리가 우리에게 죄 지은 자를 사하여 준것 같이  우리 죄를 사하여 주옵시고  우리를 시험에 들게 하지 마옵시고  다만 악에서 구하옵소서  나라와 권세와 영광이 아버지께 영원히 있사옵나이다  아멘

### Všeobecná deklarace lidských práv
| korejsky    | 모든 인간은 자유롭고 존엄성과 권리면에서 평등하게 태어납니다. 그들은 이성과 양심을 부여 받았으며 형제애의 정신으로 함께 행동해야합니다.                                                                     |
| transkripce | Modeun ingan-eun jayulobgo jon-eomseong-gwa gwonlimyeon-eseo pyeongdeunghage taeeonabnida. Geudeul-eun iseong-gwa yangsim-eul buyeo bad-ass-eumyeo hyeongjeaeui jeongsin-eulo hamkke haengdonghaeyahabnida. |
| česky       | Všichni lidé se rodí svobodní a sobě rovní co do důstojnosti a práv. Jsou nadáni rozumem a svědomím a mají spolu jednat v duchu bratrství.                                                                  |